# Campeonato de Cuarta División 1907 (Argentina)
El Campeonato de Cuarta División 1907 fue el séptimo campeonato de la Cuarta categoría del fútbol argentino, equiparable de la actual Primera C (hoy en el Cuarto nivel). Fue organizado por la Argentine Association Football League, disputado con planteles de juveniles, de equipos inscripto en divisiones superiores y colegios e instituciones.
El campeón fue el Gimnasia y Esgrima (BA) III, no ascendió a la Tercera categoría, ya que por aquella época no existía un sistema de ascensos y descensos, y los clubes elegían en qué división deberían jugar.

## Equipos
Adrogué III; Estudiantes IV; San Fernando II y III; General Urquiza III; Banfield III; Racing IV; River Plate IV; Gimnasia y Esgrima III; Royal II; San Martin IV; Estudiantil Porteño III; Victoria IV; Atlanta III.

## Fase de grupos

### Grupo 1
| Equipo                  | PTS | PJ | PG | PE | PP |                                          |
| Gimnasia y Esgrima III  | ?   | 12 | ?  | ?  | ?  | Faltan los resultados de los 12 Partidos |
| Royal II                | ?   | 12 | ?  | ?  | ?  | Faltan los resultados de los 12 Partidos |
| San Martin IV           | ?   | 12 | ?  | ?  | ?  | Faltan los resultados de los 12 Partidos |
| Atlanta III             | ?   | 12 | ?  | ?  | ?  | Faltan los resultados de los 12 partidos |
| San Fernando II         | ?   | 12 | ?  | ?  | ?  | Faltan los resultados de los 12 Partidos |
| Victoria IV             | ?   | 12 | ?  | ?  | ?  | Faltan los resultados de los 12 Partidos |
| Estudiantil Porteño III | ?   | 12 | ?  | ?  | ?  | Faltan los resultados de los 12 Partidos |

|  | Clasificado a la final. |

### Grupo 2
| Equipo              | PTS | PJ | PG | PE | PP |                                     |
| Estudiantes IV      | 17  | 11 | 8  | 1  | 2  | Falta el resultado de un partido    |
| General Urquiza III | 15  | 12 | 7  | 1  | 4  |                                     |
| Banfield III        | 14  | 12 | 6  | 2  | 4  |                                     |
| San Fernando III    | 14  | 11 | 7  | 0  | 4  | Falta el resultado de un partido    |
| Adrogué (E) III     | 10  | 12 | 4  | 2  | 6  |                                     |
| Racing IV           | 6   | 10 | 3  | 0  | 7  | Faltan los resultados de 2 partidos |
| River Plate IV      | 4   | 12 | 2  | 0  | 10 |                                     |

|  | Clasificado a la final. |

## Final
Gimnasia y Esgrima (BA) PG PP Estudiantes (BA) IV
|                                            |
|                                            |
| Campeón Gimnasia y Esgrima III 1.er título |